# Oliver Cowdery
Oliver H. P. Cowdery (3 de octubre de 1806-3 de marzo de 1850) fue, junto con Joseph Smith, un participante importante en el periodo formativo del Movimiento de los Santos de los Últimos Días entre 1829 y 1836. Fue el primer Santo de los Últimos Días en ser bautizado, uno de los Tres Testigos del Libro de Mormón, uno de los primeros apóstoles de los Santos de los Últimos Días, y el Segundo Elder de la iglesia.
En 1838, Cowdery fue excomulgado de la Iglesia y más tarde llegó a ser un metodista. En 1848, regresó al movimiento de los Santos de los Últimos Días y fue rebautizado en La Iglesia de Jesucristo de los Santos de los Últimos Días.

## Biografía

### Primeros años
Cowdery Nació el 3 de octubre de 1806, en Wells, Vermont. Su padre, William, un labrador, movió a su familia a Poultney en el condado de Rutland, Vermont, cuándo Cowdery tenía tres años. (La madre de Cowdery, Rebecca Fuller Cowdery murió el 3 de septiembre de 1809.) En su juventud, Cowdery buscó tesoros enterrados usando una varilla de zahorí.
A la edad de 20 (c. 1826), Cowdery dejó Vermont para ir al norte de Nueva York, donde sus hermanos mayores se habían establecido. Trabajó como dependiente en una tienda por varios años y en 1829 se convirtió en profesor de escuela en Mánchester, Nueva York. Cowdery se alojó con diferentes familias del área, incluyendo a la de Joseph Smith, Sr., quién le proporcionó a Cowdery información adicional sobre los planchas de oro de las cuales Cowdery dijo, que había oído "en todos los rincones."

### Escriba del Libro de Mormón y testigo
Cowdery conoció a Joseph Smith el 5 de abril de 1829 —un año y un día antes de la fundación oficial de la iglesia— y escuchó de él cómo había recibido las planchas doradas que contenían escrituras nativas americanas antiguas. Cowdery dijo a Smith que él había visto las planchas doradas en una visión antes de que los dos se conocieran.
Del 7 de abril a junio de 1829, Cowdery actuó como el principal escriba de Smith para la traducción. Cowdery También intentó infructuosamente traducir parte del Libro de Mormón. Antes de conocer a Cowdery, Smith había virtualmente parado de traducir, luego que se perdieran las primeras 116 páginas a cargo Martin Harris. Pero trabajando con Cowdery, Smith completó el manuscrito en un periodo extraordinariamente corto (de abril a junio de 1829), durante lo que Richard Bushman llamó una "explosión de traducción a fuego rápido."
El 15 de mayo de 1829, Cowdery y Smith dijeron que recibieron el Sacerdocio Aarónico del resucitado Juan el Bautista, después se bautizaron mutuamente en el río Susquehanna. Cowdery dijo que él y Smith más tarde fueron al bosque y oraron "hasta que una luz gloriosa nos rodeo, y cuando nos levantamos por causa de la luz, tres personas estaban de pie ante nosotros, vestidos de blanco, sus caras radiantes de gloria." Uno de los tres anunció que era el Apóstol Pedro y dijo que los otros eran los apóstoles Santiago y Juan.
Más tarde ese año, Cowdery informó compartir una visión, junto con Smith y David Whitmer, en qué un ángel les mostró los planchas doradas. Martin Harris dijo haber visto una visión similar más tarde ese día.  Cowdery, Whitmer y Harris firmaron una declaración a aquel efecto llegando a ser conocidos como los Tres Testigos. Su testimonio ha sido publicado en casi cada edición del Libro de Mormón.

### Segundo Anciano de la iglesia
Cuándo la iglesia fue organizada el 6 de abril de 1830, Smith llegó a ser el "Primer Anciano" y Cowdery el "Segundo Anciano".  A pesar de que Cowdery era técnicamente el segundo en autoridad con relación a Smith desde la organización de la iglesia hasta 1838, en la práctica Sidney Rigdon, el "portavoz" de Smith y consejero en la Primera Presidencia, empezó a suplantar a Cowdery tan temprano como 1831. Cowdery retuvo la posición de Asistente del Presidente de la Iglesia desde1834 hasta su dimisión/excomunión en 1838. Cowdery fue también un miembro del primer Sumo Consejo Presidente de la iglesia, organizado en Kirtland, Ohio, en 1834.
El 18 de diciembre de 1832, Cowdery se casó con Elizabeth Ann Whitmer, la hija de Peter Whitmer, Sr., y hermana de David, John, Jacob y Peter Whitmer, Jr.  Tuvieron cinco niños, de quien sólo una hija sobrevivió hasta la madurez.
Cowdery ayudó a Smith a publicar una serie de revelaciones de Smith, primero llamadas el Libro de Mandamientos y más tarde, revisadas y expandidas, como Doctrina y Convenios. Cowdery fue también el editor, o miembro de comité editorial, de varias publicaciones de la iglesia temprana, incluyendo el Evening and Morning Star, el Messenger and Advocate, y el Northern Times.
Cuándo la iglesia creó un banco como el Kirtland Safety Society en 1837, Cowdery obtuvo las planchas de impresión de dinero. Enviado por Smith a Monroe, Míchigan,  llegó a ser presidente del Banco de Monroe, en qué la iglesia tuvo interés por controlar. Ambos bancos quebraron el mismo año. Cowdery se trasladó al asentamiento recientemente fundado por los Santos de los Últimos Días en Far West, Misuri, y sufrió problemas de salud a través del invierno de 1837–1838.

### Historia escrita de la iglesia temprana
En 1834 y 1835, con la ayuda de Smith, Cowdery publicó una contribución para una anticipada "historia completa del surgimiento de la iglesia de Jesucristo de los Santos de los Últimos Días" como una series de artículos en el Messenger and Advocate de la iglesia.  Su versión no fue enteramente congruente con la historia oficial más tardía de la iglesia. Por ejemplo, Cowdery ignoró la Primera Visión pero describió a un ángel (más que Dios o Jesús) quién llamó a Smith a su obra en septiembre 1823.  Ubica el resurgimiento religioso que inspiró a Smith en 1823 (más que 1820) y declaró que esta experiencia de re-avivamiento había provocado que Smith orara en su dormitorio (más que en el bosque de la historia oficial) Más aún, luego de que el primero afirmara que el re-avivamiento había ocurrido en 1821, cuándo Smith estaba en su "decimoquinto año," Cowdery corrigió la fecha a 1823 y declaró que fue en el décimo séptimo año de Smith (aunque en 1823 Smith tenía, de hecho, 18 años).

### 1838 ruptura con Smith
Para principios de 1838, Smith y Cowdery discreparon en tres asuntos significativos. Primero, Cowdery competía con Smith por el liderazgo de la nueva iglesia y "discrepaba del programa económico y político del Profeta y buscó una independencia financiera personal [de] la sociedad Sionica que Joseph Smith proyectaba." Entonces también, en marzo de 1838, Smith y Rigdon se trasladaron a Far West, el cual había estado bajo la presidencia de W. W. Phelps y los cuñados de Cowdery, David y John Whitmer. Allí Smith y Rigdon tomaron a cargo la iglesia de Misuri e iniciaron políticas que Cowdery, Phelps, y los Whitmers creían que violaban la separación entre la iglesia y el estado. Finalmente, en enero de 1838, Cowdery escribió a su hermano Warren que él y Smith "tuvieron una conversación en la que, en todos los casos, no dejaba de afirmar que lo que yo había dicho era estrictamente cierto. Se habló de un asunto sucio, desagradable y turbio de él y de Fanny Alger, en el cual declaré, estrictamente, que nunca había abandonado la verdad en el asunto y, como yo lo suponía, fue admitido por él mismo". Alger, una sirvienta adolescente que vivía con los Smith, puede haber sido la primera mujer plural de Smith, una práctica a la que Cowdery se opuso.
El 12 de abril de 1838, un tribunal de la iglesia excomulgó a Cowdery después de que fallara en comparecer en una audiencia sobre su membresía y enviara, en cambio, una carta renunciando a la iglesia. David Whitmer también fue excomulgado de la iglesia al mismo tiempo y el apóstol Lyman E. Johnson fue desafiliado; John Whitmer y Phelps había sido excomulgados por razones similares un mes antes.
Cowdery y los Whitmers llegaron a ser conocidos como "los disidentes," pero continuaron viviendo en y alrededor de Far West, donde poseían una gran cantidad de propiedades. El 17 de junio de 1838, Sidney Rigdon anunció a una gran congregación que los disidentes eran "como la sal que había perdido su sabor" y que era el deber de los fieles lanzarlos fuera "para ser pisoteados debajo de los pies de los hombres." El Sermón de la Sal fue visto como una amenaza contra sus vidas y como una instrucción implícita a los Danitas, un grupo vigilante secreto.

El Manifiesto Danita fue una carta dirigida a Cowdery y los otros disidentes, que fue firmada por cerca de 84 mormones. Advierte que
Tendrán tres días después de que reciban esta comunicación, incluyendo veinticuatro horas en cada día, para que partan con sus familias pacíficamente; lo cual pueden hacerlo sin ser molestados por ninguna persona; pero en aquel tiempo, si ustedes no han partido,  utilizaremos los medios en nuestro poder para obligarles a partir.
Cowdery y los disidentes huyeron del condado. Los informes sobre el trato que les dieron circuló entre las comunidades vecinas no mormonas aumentando la tensión que llevó a la Guerra Mormona de 1838.

### 1838 –1848
De 1838 a 1848, Cowdery dejó a los Santos de los Últimos Días a sus espaldas.
Estudió leyes y practicó en Tiffin, Ohio, donde llegó a ser un dirigente cívico y político . Cowdery también se unió allí a la iglesia Metodista y sirvió como secretario en 1844. Editó el diario Democrático local hasta que se supo que era uno de los testigos del Libro de Mormón; entonces fue asignado como asistente del editor. En 1846, Cowdery fue nominado como el candidato del partido Demócrata de su distrito para el senado estatal, pero cuándo sus antecedentes mormones fueron descubiertos, fue derrotado. Algunos mormones contemporáneos creyeron que Cowdery había negado su testimonio del Libro de Mormón, pero no hay evidencia directa de esto, y Cowdery incluso puede haber repetido su testimonio mientras estuvo alejado de la iglesia.

#### En Wisconsin
Después de la muerte de Joseph Smith, una crisis de sucesión dividió a los Santos de los Últimos Días. Una facción siguió a James J. Strang como el siguiente "Profeta, Vidente, y Revelador". Strang reclamó que había encontrado y traducido antiguos registros gravados en planchas de metal.
El padre de Cowdery, William, y su hermano, Lyman, fueron seguidores de Strang, como lo fue Martin Harris e inicialmente, la mayoría de la familia superviviente de Joseph Smith, incluyendo a William Smith, Lucy Mack Smith, y tres de las hermanas de Joseph. Strang llamó a los Santos a congregarse en Voree, Wisconsin.
En 1847, Cowdery y su hermano se trasladaron a Elkhorn, Wisconsin, aproximadamente a 12 millas fuera de la sede de Strang en Voree. Comenzó a practicar la abogacía con su hermano. Llegó a ser coeditor del Walworth County Democrat. En 1848, fue candidato a la asamblea estatal. Sin embargo, sus lazos mormones fueron revelados y fue derrotado.

### Miembro de La Iglesia de Jesucristo de los Santos de los Últimos Días
En 1848, Cowdery viajó para reunirse con seguidores de Brigham Young y el Quórum de los Doce, acampados en Winter Quarters, Nebraska, donde pidió ser reunido con la iglesia. El Quórum del Doce refirió la aplicación al sumo consejo en el condado Pottawattamie, Iowa. El sumo consejo de Pottawattamie convocó a una reunión con todos los sumos sacerdotes en el área para considerar el asunto. Después de que Cowdery convenció los asistentes a la reunión que ya no mantenía ninguna reclamación al liderazgo dentro de la iglesia, el sumo consejo y los sumos sacerdotes de Pottawattamie asistentes, unánimemente, aprobaron su aplicación para el re-bautismo. El 12 de noviembre de 1848, Cowdery fue re-bautizado por Orson Hyde del Quórum de los Doce —qué había llegado siguiendo a la crisis de sucesión—en la Iglesia de Jesucristo de los Santos de los Últimos Días, en Indian Creek, en Kanesville, Iowa.
Después de su re-bautismo, Cowdery deseó ubicarse en el Estado de Deseret (Utah) en la primavera venidera o verano, pero debido al financiamiento y a problemas de salud decidió que no sería capaz de hacer el viaje en 1849. Debido a que él no estaba con los Santos de los Últimos Días en Utah, a Cowdery no le fue dada, inmediatamente, una posición de responsabilidad en la iglesia, pero en julio de 1849 Young escribió a Cowdery una carta en la que le invitaba a viajar a Washington D. C., con Almon W. Babbitt para publicitar el deseo del Estado de Deseret de tener la categoría real de Estado y redactar una aplicación oficial al respecto. La deteriorada salud de Cowdery no le dejó aceptar esta asignación, y en ocho meses había muerto.

En 1912, la revista oficial de la iglesia mormona de Utah, Improvement Era, publicó una declaración de Jacob F. Gates, hijo del temprano dirigente mormón Jacob Gates, quien había muerto veinte años antes. Según la recolección de su hijo, el mayor Gates había visitado a Cowdery en 1849 y le preguntó sobre su testimonio respecto del Libro de Mormon. Cowdery, según el reporte, reafirmó su testimonio:

"Jacob, quiero que recuerdes lo que te voy a decir. Soy un hombre moribundo, y ¿en que me beneficiaría decirte una mentira? Sé," dijo él, "que este Libro de Mormón fue traducido por el don y el poder de Dios. Mis ojos vieron, mis oídos oyeron, y mi comprensión fue tocada, y sé que lo que testifique es verdadero. No fue ningún sueño, ninguna vana imaginación de la mente— fue real".

El 3 de marzo de 1850, Cowdery murió en la casa de David Whitmer, en Richmond, Misuri.

## Como escribiente del Libro de Mormón
Quienes dudan de la teoría milagrosa del origen del Libro de Mormón han especulado que Cowdery puede haber jugado una función en la composición de la obra. 
Tras revisar la evidencia del manuscrito original y el manuscrito del impresor (este último siendo una copia del primero, producido por varios escribas, incluido Cowdery), sin embargo, el lingüista Royal Skousen − editor del Book of Mormon Critical Text Project − concluyó que el manuscrito original corrobora la historia de los testigos oculares de la supuesta traducción, en que fue dictado, en su mayoría a Cowdery, y contiene la clase de errores auditivos y correcciones que se esperan de una mal interpretación de palabras y frases durante un dictado rápido, en lugar de errores visuales cuando se copia de otro manuscrito.
El manuscrito del impresor también contiene errores de copista causados por la similitud visual entre palabras. Esto ha llevado a eruditos Santos de los Últimos Días como Daniel C. Peterson a cuestionar la teoría de una autoría compartida con Cowdery, argumentando que la existencia de errores auditivos y de copista en los dos manuscritos indica que es poco probable que Cowdery pudiera haber estado consciente de sus contenidos de antemano.
era tercer primo de Lucy Mack Smith, la madre de Joseph Smith.
hay también una conexión geográfica entre los Smith y los Cowdery. Durante la década de 1790, tanto Joseph Smith, Sr. y Lucy Mack Smith, y dos de los parientes Cowdery vivían en Tunbridge, Vermont.

#### Nuevos Israelitas
Residentes de Vermont entrevistados por un historiador local dijeron que Joseph Smith, Sr. era también un miembro de los Nuevos Israelitas y era uno de sus "hombres-varillas principales".  A pesar de estas afirmaciones, no hay registros que coloquen a Smith en Vermont. Por otro lado, la implicación de Smith con los Nuevos Israelitas pueden ser consistentes con su enlace con el Congregacionismo y el informe de James C. Brewster de que, en 1837, Smith, Sr. admitió que entró al negocio de excavación de tesoros hace "más de hace treinta" años.

### Cowdery y la novelaView of the Hebrews
Por varios años, Cowdery y su familia asistieron a la Iglesia Congregacional en Poultney, Vermont cuando su ministro era el Rev. Ethan Smith, autor de View of the Hebrews, un libro de 1823, que sugiere que los nativos americanos eran de origen hebreo, una especulación no poco común durante los tempranos periodos colonial y nacional. En el año 2000, David Persuitte argumentó que el conocimiento de Cowdery de View of the Hebrews significativamente contribuyó a la versión final del Libro de Mormón, una conexión primero sugerida tan temprano como 1902. Fawn Brodie escribió que puede que nunca podrá ser probado que Joseph Smith vio View of the Hebrews antes de escribir el Libro de Mormón, pero los llamativos paralelismos entre los dos libros difícilmente dejan el caso para una mera coincidencia." Richard Bushman y John W. Welch rehúsan la conexión y argumentan que hay poca relación entre los contenidos de los dos libros.